# Geoffrey Arend
Geoffrey Rashid Arend (New York, 28 febbraio 1978) è un attore statunitense.

## Biografia
Arend è nato a Manhattan, borough di New York, il 28 febbraio del 1978 da padre statunitense di origini tedesche ed inglesi, Geoffrey Arend Sr., e da madre pakistana, Sabiha Khan. Si è laureato alla New York City School Fiorello H. LaGuardia High Music & Art and Performing Arts nel 1996. Nel 2000 ha iniziato a lavorare come doppiatore in serie TV come Daria; presto sbarca in piccoli ruoli di film come Super Troopers e Bubble Boy. Ha interpretato il ruolo di un uomo con disabilità intellettiva nel film The Ringer e poi ha avuto un ruolo secondario nella commedia romantica (500) giorni insieme.
Nel 2010 prende parte alla serie televisiva Body of Proof, interpretando il ruolo del dottor Ethan Gross.
L'11 ottobre 2009 ha sposato l'attrice Christina Hendricks. Successivamente i due hanno dichiarato di non voler avere figli. A dicembre 2019 la coppia ultima le pratiche del divorzio.

## Filmografia

### Cinema
- Super Troopers, regia di Jay Chandrasekhar (2001)
- Bubble Boy, regia di Blair Hayes (2001)
- Vizio di famiglia (It Runs in the Family), regia di Fred Schepisi (2003)
- A Tale of Two Pizzas, regia di Vincent Sassone (2003)
- La mia vita a Garden State (Garden State), regia di Zach Braff (2004)
- Press or Say '2', regia di Mye Hoang e Michael Goldstrom - cortometraggio (2005) - voce
- The ringer - L'imbucato (The Ringer), regia di Barry W. Blaustein (2005)
- Pledge This!, regia di William Heins e Strathford Hamilton (2006)
- Loveless in Los Angeles, regia di Archie Gips (2007)
- Killing Zelda Sparks, regia di Jeff Glickman (2007)
- She Pedals Fast (For a Girl), regia di Eva Vives - cortometraggio (2008)
- An American Carol, regia di David Zucker (2008)
- (500) giorni insieme ((500) Days of Summer), regia di Marc Webb (2009)
- Devil, regia di John Erick Dowdle (2010)

### Televisione
- Daria – serie TV, 21 episodi (1997-2001) - voce
- Undeclared – serie TV, episodio 1x10 (2002)
- È già college? (Is It College Yet?), regia di Karen Disher - film TV (2002) - voce
- Porn 'n Chicken, regia di Lawrence Trilling - film TV (2002)
- Hey Joel – serie TV, episodio 1x01 (2003) - voce
- Sentieri (The Guiding Light) – serie TV (2003) - voce
- Law & Order - I due volti della giustizia (Law & Order) – serie TV, episodio 14x02 (2003)
- Law & Order: Criminal Intent – serie TV, episodio 3x17 (2004)
- The Wrong Coast – miniserie TV (2004)
- Law & Order - Unità vittime speciali (Law & Order: Special Victims Unit) – serie TV, episodio 6x14 (2005)
- Love Monkey – serie TV, episodio 1x05 (2006)
- Making It Legal, regia di Gary Halvorson - film TV (2007)
- Greek - La confraternita (Greek) – serie TV, episodi 1x13-1x15 (2008)
- Trust Me – serie TV, 13 episodi (2009)
- Rex, regia di Guy Shalem - film TV (2009)
- Private Practice – serie TV, episodio 3x06 (2009)
- Medium – serie TV, episodio 6x16 (2010)
- The Closer – serie TV, episodio 6x03 (2010)
- Grey's Anatomy – serie TV, episodio 10x15 (2010)
- Body of Proof – serie TV, 42 episodi (2010-2013)
- Madam Secretary - serie TV (2014)
- The Affair - Una relazione pericolosa (The Affair) - serie TV, stagione 5 (2019)
- The Magicians - serie TV (2020)
- Physical - serie TV, 9 episodi (2021-2023)
- The Offer – miniserie TV, 3 episodi (2022)
- Paradise - serie TV, episodi 1x02, 1x07 (2025)

### Doppiatore
- Batman: Hush (film) – regia di Justin Copeland (2019)

## Doppiatori italiani
Nelle versioni in italiano delle opere in cui ha recitato, Geoffrey Arend è stato doppiato da:
- Emiliano Coltorti in Law & Order - I due volti della giustizia, Medium, The Closer, Physical, Paradise
- Nanni Baldini in (500) giorni insieme, Grey's Anatomy
- David Chevalier in Private Practice, Body of Proof
- Davide Albano in Madam Secretary, The Affair - Una relazione pericolosa
- Stefano Brusa in Law & Order: Criminal Intent
- Corrado Conforti in La mia vita a Garden State
- Andrea Lavagnino in Golia
- Enrico Pallini in The Offer
- Francesco De Francesco in Good American Family

Da doppiatore è stato sostituito da:
- Maurizio Merluzzo in Batman: Hush